# Русениј де Сус (Бакау)
Русениј де Сус (рум. Rusenii de Sus) насеље је у Румунији у округу Бакау у општини Плопана. Oпштина се налази на надморској висини од 211 m.

## Становништво
Према подацима из 2002. године у насељу је живело 212 становника, од којих су сви румунске националности.